# Oldřichovice
Oldřichovice (en allemand : Ondrzechowitz, de 1939 à 1945 : Ullrichsfeld) est une commune du district et de la région de Zlín, en Tchéquie. Sa population s'élevait à 396 habitants en 2020.

## Géographie
Oldřichovice se trouve à 9 km au sud-ouest de Zlín, à 70 km à l'est de Brno et à 247 km au sud-est de Prague.
La commune est limitée par Otrokovice et Zlín au nord, par Karlovice à l'est, par Pohořelice au sud et à l'ouest.

## Histoire
La première mention écrite de la localité date de 1362.

## Transports
Par la route, Neubuz se trouve à 5 km de Napajedla, à 14 km de Zlín, à 87 km de Brno et à 299 km de Prague.